# 펄시티 맨션
펄시티 맨션(Pearl City Mansion)은 홍콩 홍콩섬의 코즈웨이베이에 속한 거리이자 가도인 패터슨 가도 22-36번지에 위치하고 있는 34층 짜리의 109m의 높이를 가진 주거 전용 건축물이다. 그러나 해당 건축물이 1971년 완공되었을 당시에는 중완에 위치한 윙 온 하우스를 능가하게 되어 있는 수치를 가진 고급 맨션촌으로 군림하고 있다. 그리고 1970년대 이후 홍콩에서 최초로 높이가 100m를 넘긴 최초의 도시 건축물로 기록되어 있으며, 이전에는 키콴 맨션이 홍콩에서 가장 높은 건축물로 알려져 온 것으로 보인다.

## 갤러리

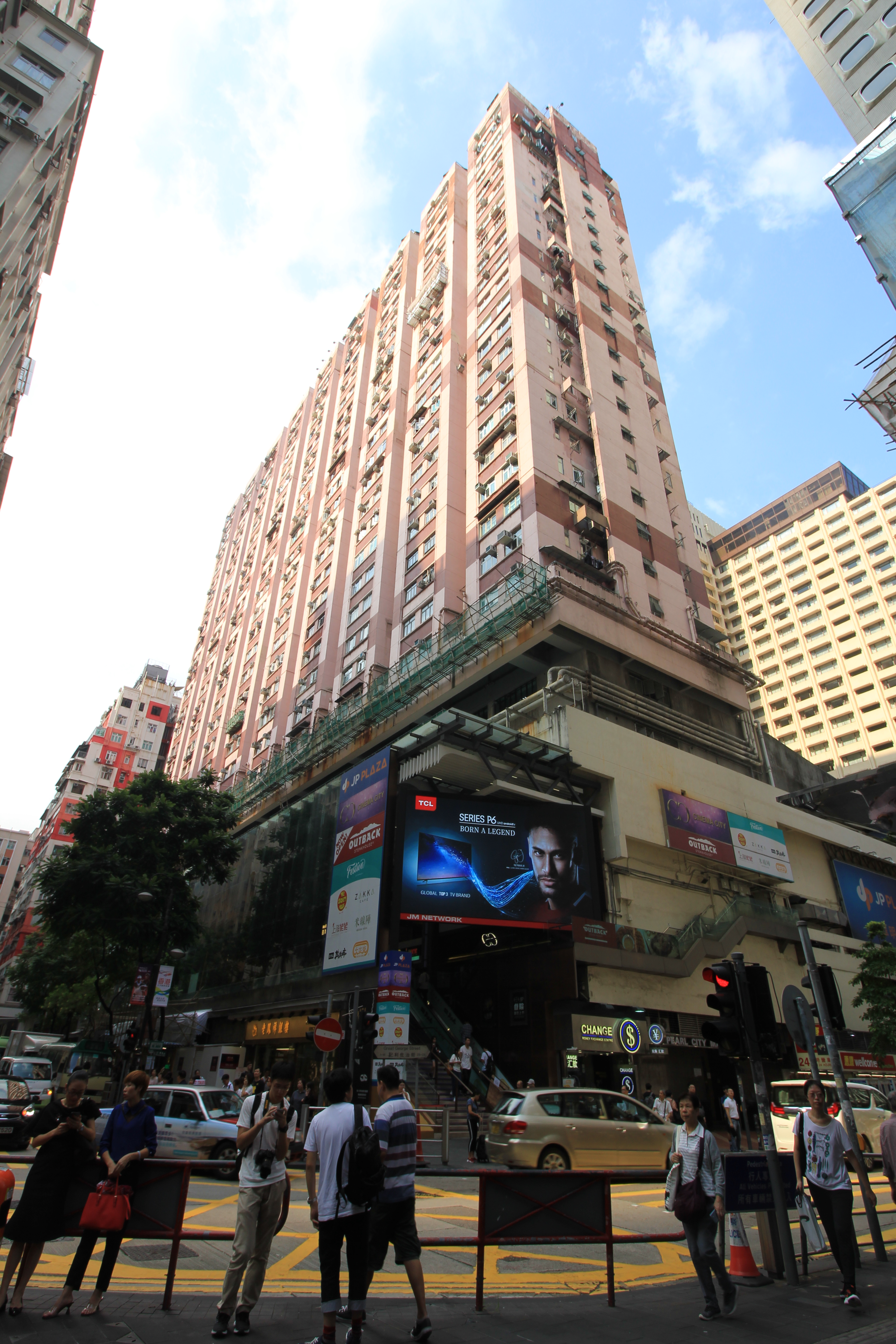
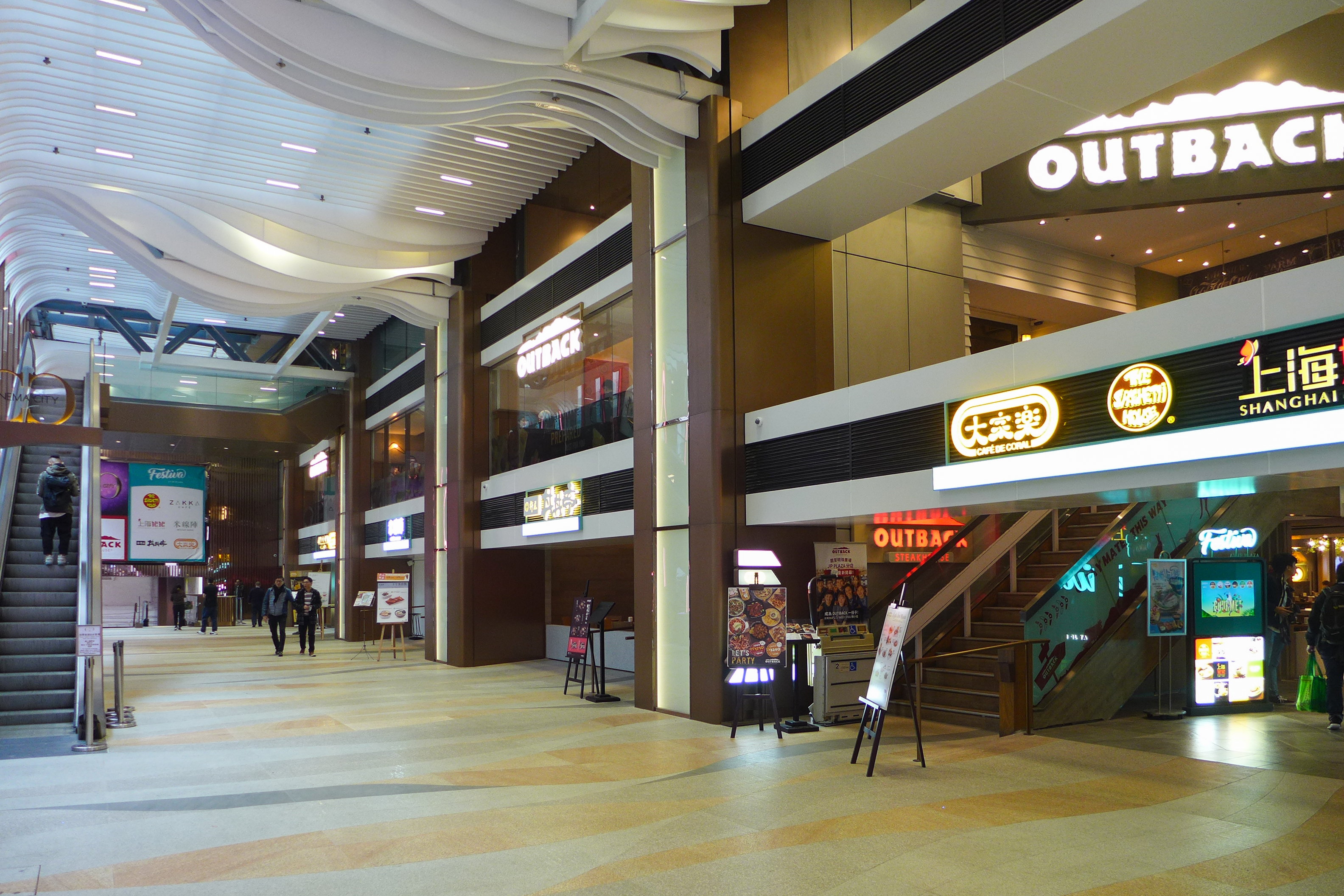
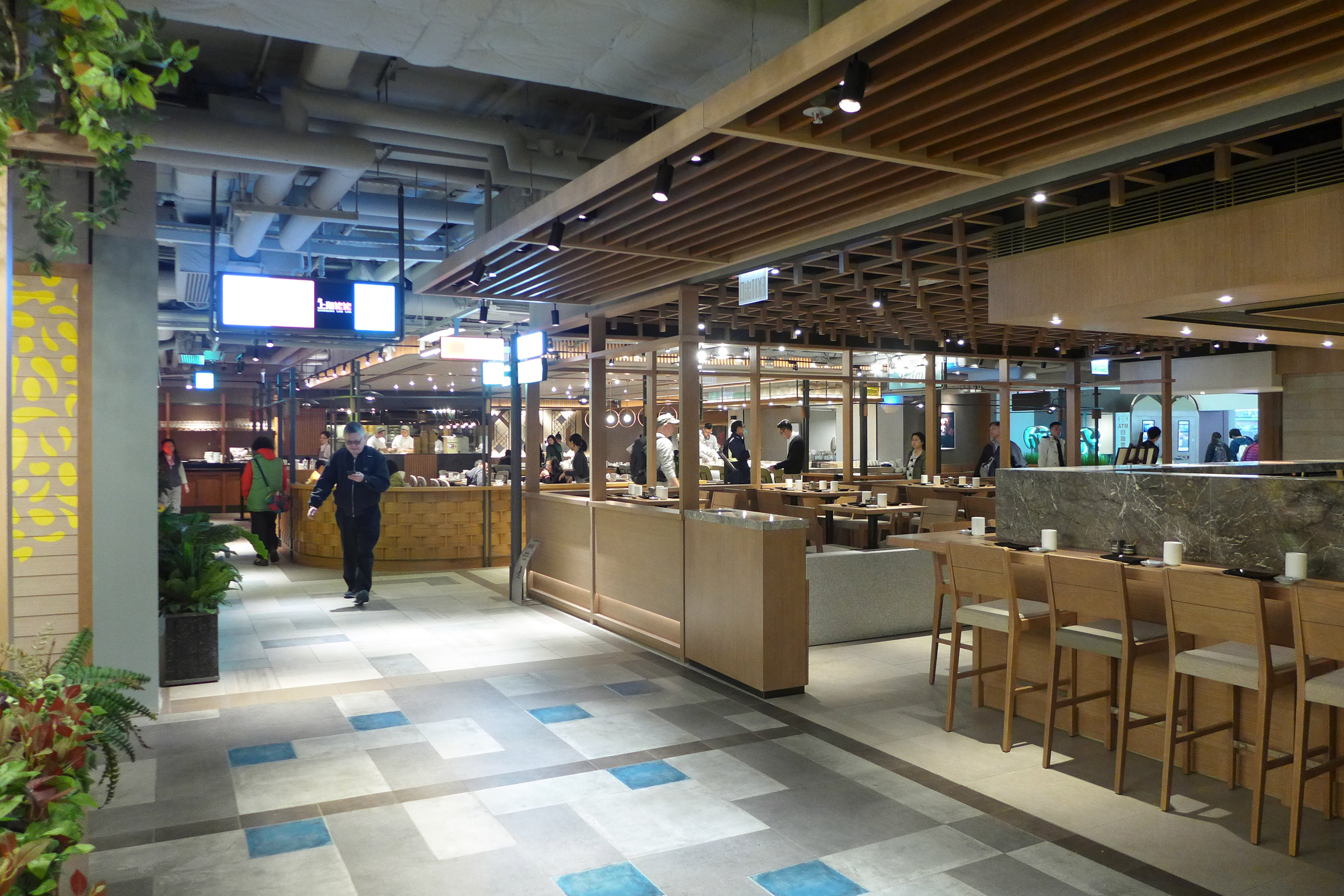
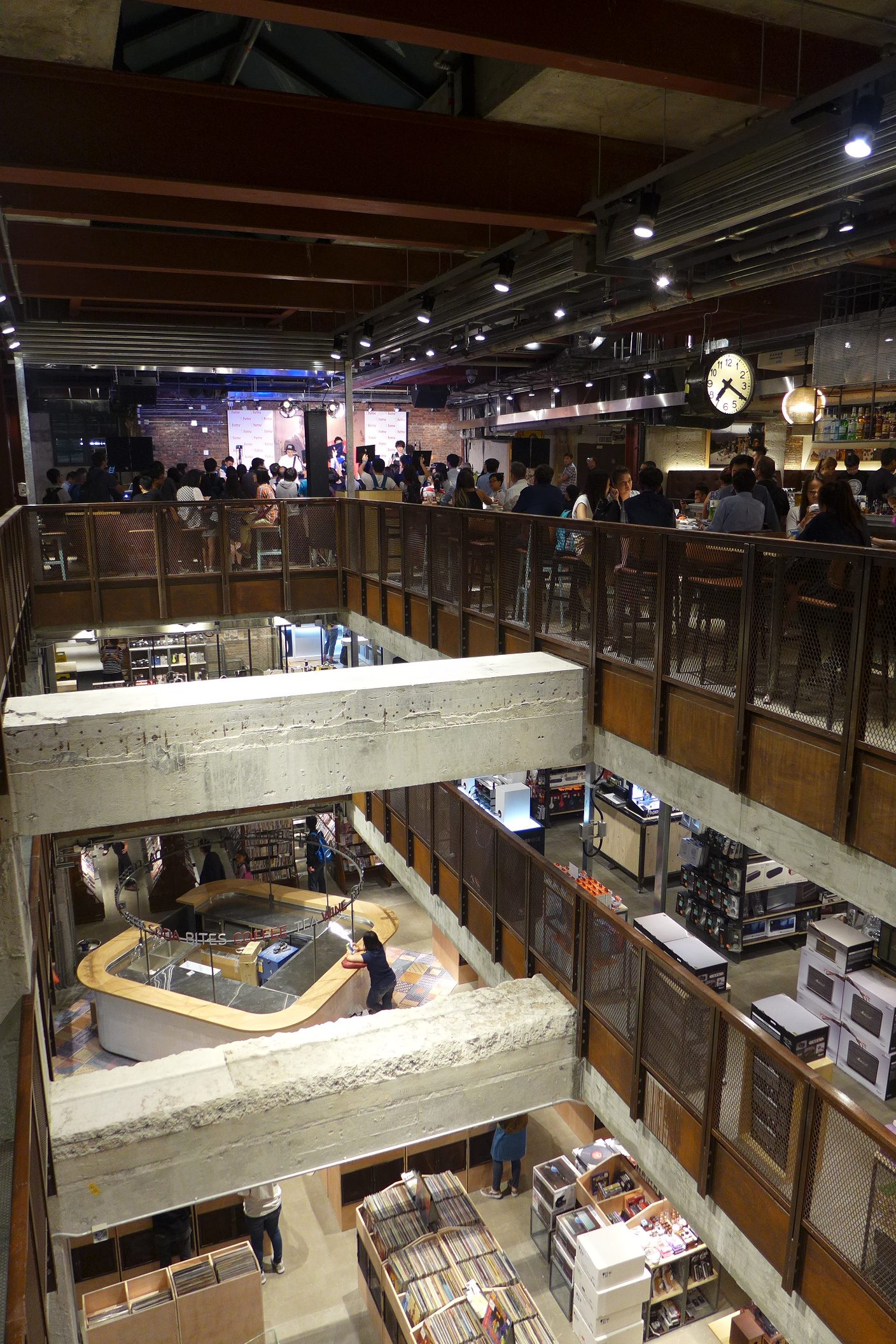

## 같이 보기
- 키콴 맨션
- 윙 온 하우스
- 홍콩의 마천루 목록
- 풀먼 호텔(중국어판)
- 윈저 하우스(중국어판)
- 패션 워크